# Copa de Estonia 2020-21
La Copa de Estonia 2020-21 (en estonio: Eesti Karikas) es la trigésima primera temporada de la competición de copa anual de Estonia.
El equipo campeón garantizó un cupo en la primera ronda clasificatoria de la Liga Europa Conferencia de la UEFA 2021-22.
FCI Levadia Tallinn obtuvo su décimo título de copa tras vencer al FC Flora Tallin por 1-0.

## Calendario
| Ronda            | Fecha                                       | Partidos | Equipos |
| ---------------- | ------------------------------------------- | -------- | ------- |
| Primera ronda    | 22 de julio - 12 de agosto de 2020          | 23       | 87 → 64 |
| Segunda ronda    | 28 de julio - 3 de septiembre de 2020       | 32       | 64 → 32 |
| Tercera ronda    | 10 de septiembre - 12 de noviembre de 2020  | 16       | 32 → 16 |
| Octavos de final | 20 de octubre de 2020 - 23 de enero de 2021 | 8        | 16 → 8  |
| Cuartos de final | 9 - 25 de marzo de 2021                     | 4        | 8 → 4   |
| Semifinal        | 11 - 12 de mayo de 2021                     | 2        | 4 → 2   |
| Final            | 22 de mayo de 2021                          | 1        | 2 → 1   |

## Primera ronda
| 22 de julio de 2020 | FC Kuressaare | 18:0 (7:0) | Anija JK | Kuressaare linnastaadion, Kuressaare, Estonia      |                                                    |
| 19:00 (UTC+3)       | - Tuhkanen 4' - Männilaan 9', 42', 66', 82' - Miil 15' - Saar 18', 21', 40' - Kelder 47', 49', 73', 88' - Krimm 51' - Rass 72' - Valmas 81' (pen.), 84' - Soomre 81' | Reporte    |          | Asistencia: 96 espectadores Árbitro(s): Argo Pruul | Asistencia: 96 espectadores Árbitro(s): Argo Pruul |

| 26 de julio de 2020 | FC Tallinn        | 1:1 (1:1) (1:1) (1:1 t. s.)(6:5 p.) | FC Elva            | Lasnamäe Spordikompleksi, Lasnamäe, Estonia        |                                                    |
| 16:00 (UTC+3)       | - Taar 11' (pen.) | Reporte                             | - 6' Kolesnitšenko | Asistencia: 80 espectadores Árbitro(s): Revo Sirel | Asistencia: 80 espectadores Árbitro(s): Revo Sirel |

| 27 de julio de 2020 | Tallinna FC Eston Villa           | 2:0 (0:0) | Rasmus Värki Jalgpallikool | Sõle Staadion, Tallin, Estonia                       |                                                      |
| 20:30 (UTC+3)       | - Vassiljev 56' - Velt 59' (a.g.) | Reporte   |                            | Asistencia: 45 espectadores Árbitro(s): Denis Petrov | Asistencia: 45 espectadores Árbitro(s): Denis Petrov |

| 28 de julio de 2020 | FCI Tallinn                                                        | 5:1 (1:0) | Tartu FC Helios | Lasnamäe Athletics Hall, Tallin, Estonia                |                                                         |
| 19:00 (UTC+3)       | - Pabo 30', 66' - Eensalu 57' (pen.) - Grankin 59' - Kudrjašov 86' | Reporte   | - 88' Suvi      | Asistencia: 58 espectadores Árbitro(s): Aleksei Latõnin | Asistencia: 58 espectadores Árbitro(s): Aleksei Latõnin |

| 28 de julio de 2020 | Maardu FC Starbunker                                                                                                   | 9:0 (4:0) | FC Sssolutions | Maardu Staadion, Maardu, Estonia                      |                                                       |
| 19:00 (UTC+3)       | - Tsõmbaljuk 13' - Dovženok 29', 76' - Lebedev 33', 61' - Mihhailov 45' - Kassjantšuk 71' - Boldyrev 87' - Polkopa 90' | Reporte   |                | Asistencia: 100 espectadores Árbitro(s): Robert Lauri | Asistencia: 100 espectadores Árbitro(s): Robert Lauri |

| 28 de julio de 2020 | FC Flora II Tallinn                                                                                 | 10:1 (5:0) | Tallinna FC Zapoos | Flora Lilleküla Stadium, Tallin, Estonia           |                                                    |
| 19:00 (UTC+3)       | - Ustritski 8', 28', 45', 47' - Jermatšenko 33' - Kuraksin 38', 73' - Fedotov 48', 58' - Tohver 57' | Reporte    | - 71' Karlson      | Asistencia: 78 espectadores Árbitro(s): Timo Sujev | Asistencia: 78 espectadores Árbitro(s): Timo Sujev |

| 28 de julio de 2020 | Viimsi JK                           | 4:2 (3:1) | Kristiine JK              | Viimsi Staadion, Haabneeme, Estonia                   |                                                       |
| 19:00 (UTC+3)       | - Riigov 34' - Sõerde 39', 45', 73' | Reporte   | - 40' Ernits - 82' Tomson | Asistencia: 86 espectadores Árbitro(s): William Vaask | Asistencia: 86 espectadores Árbitro(s): William Vaask |

| 28 de julio de 2020 | Põhja-Sakala                                                                        | 5:1 (3:1) | FC Äksi Wolves | Suure-Jaani Gümnaasium, Suure-Jaani, Estonia                |                                                             |
| 19:00 (UTC+3)       | - Martin Terras 4' - Margus Terras 25', 43' (pen.) - Rosin 49' (a.g.) - Domberg 51' | Reporte   | - 45' Lekunze  | Asistencia: 42 espectadores Árbitro(s): Voiteh Karnatsevitš | Asistencia: 42 espectadores Árbitro(s): Voiteh Karnatsevitš |

| 28 de julio de 2020 | Paide Linnameeskond IV | 1:2 (1:1) | Kohtla-Järve JK Järve       | Paide linnastaadion, Paide, Estonia                  |                                                      |
| 19:00 (UTC+3)       | - Seire 4' (pen.)      | Reporte   | - 43' Tihhonov - 65' Salmus | Asistencia: 82 espectadores Árbitro(s): Richard Toom | Asistencia: 82 espectadores Árbitro(s): Richard Toom |

| 28 de julio de 2020 | JK Narva Trans                                  | 4:0 (2:0) | Paide Linnameeskond III | Narva Kreenholm Stadium, Narva, Estonia                  |                                                          |
| 19:00 (UTC+3)       | - Geoffrey 6', 42', 57' - Zakarliuka 85' (pen.) | Reporte   |                         | Asistencia: 340 espectadores Árbitro(s): Jagnar Jakobson | Asistencia: 340 espectadores Árbitro(s): Jagnar Jakobson |

| 29 de julio de 2020 | TJK Legion                                                                                      | 9:0 (2:0) | IBK Here For Beer | Estadio Kadriorg, Tallin, Estonia                       |                                                         |
| 19:00 (UTC+3)       | - Vnukov 18' - Lipin 45', 54' (pen.), 87' - Prosa 66', 68', 75' - Tšendei 81' - Kovtunovitš 90' | Reporte   |                   | Asistencia: 107 espectadores Árbitro(s): Johann Kuldmäe | Asistencia: 107 espectadores Árbitro(s): Johann Kuldmäe |

| 29 de julio de 2020 | Paide Linnameeskond | 24:0 (10:0) | AFC Eyjafjallajökull | Paide linnastaadion, Paide, Estonia                |                                                    |
| 19:00 (UTC+3)       | - Kauber 7', 18', 55', 88' - Valge 13', 21', 25' - Kokla 23' - Kärp 27', 79', 82' - Barruetabena 29', 72' - Palumets 40', 44' (pen.), 70', 75' - Aer 50' - Luts 58' - Lubega 62', 69', 86' - Frolov 87', 90' | Reporte     |                      | Asistencia: 90 espectadores Árbitro(s): Raiki Mänd | Asistencia: 90 espectadores Árbitro(s): Raiki Mänd |

| 29 de julio de 2020 | Tallinna FC Olympic Olybet | 1:2 (1:0) | Pärnu JK Poseidon            | Nike Arena, Tallin, Estonia                            |                                                        |
| 19:00 (UTC+3)       | - Božko 3'                 | Reporte   | - 75' Vainula - 79' Tammsaar | Asistencia: 17 espectadores Árbitro(s): Andrei Brõtkin | Asistencia: 17 espectadores Árbitro(s): Andrei Brõtkin |

| 29 de julio de 2020 | Raplamaa JK | w/o     | Tallinna FC Eston Villa II | Rapla Kesklinna Kooli staadion, Rapla, Estonia |                               |
| 19:00 (UTC+3)       |             | Reporte |                            | Árbitro(s): Vladimir Zahharov                  | Árbitro(s): Vladimir Zahharov |

| 29 de julio de 2020 | FCI Levadia Tallinn                                                              | 6:0 (4:0) | Kohtla-Nõmme SK | Maarjamäe Staadion, Tallin, Estonia                |                                                    |
| 19:30 (UTC+3)       | - Saar 28' (a.g.) - Morozov 30' - Komlov 35', 55' (pen.), 62' (pen.) - Õigus 42' | Reporte   |                 | Asistencia: 46 espectadores Árbitro(s): Revo Sirel | Asistencia: 46 espectadores Árbitro(s): Revo Sirel |

| 29 de julio de 2020 | Põhja-Tallinna JK Volta                        | 4:2 (3:1) | FC Jõgeva Wolves         | Sõle Staadion, Tallin, Estonia                         |                                                        |
| 20:35 (UTC+3)       | - Umokoro 24', 27' - Veeber 38' - Nurmsaar 90' | Reporte   | - 5', 83' (pen.) Murumaa | Asistencia: 36 espectadores Árbitro(s): Rasmus Maalinn | Asistencia: 36 espectadores Árbitro(s): Rasmus Maalinn |

| 29 de julio de 2020 | Tallinna FC Pocarr                         | 3:0 (2:0) | Maarjamäe FC IGI | Lasnamäe Athletics Hall, Tallin, Estonia |                           |
| 20:45 (UTC+3)       | - Samulin 42' - Bnatov 45' - Vassiljev 72' | Reporte   |                  | Árbitro(s): Urmo Visnapuu                | Árbitro(s): Urmo Visnapuu |

| 29 de julio de 2020 | FC Kohvile                                                                                     | 9:0 (5:0) | Jalgpalliklubi 32. Keskkool | Sepa Jalgpallikeskus, Tartu, Estonia                 |                                                      |
| 21:00 (UTC+3)       | - Randlahe 15', 30', 71' - Põldmaa 31' - Ploompuu 32' - Okružko 42', 62' - Lepp 56' - Tann 76' | Reporte   |                             | Asistencia: 225 espectadores Árbitro(s): Marko Liiva | Asistencia: 225 espectadores Árbitro(s): Marko Liiva |

| 31 de julio de 2020 | JK Loo                                                                     | 9:1 (6:0) | JK Metsis     | Loo kunstmuruväljak, Loo, Estonia                        |                                                          |
| 20:00 (UTC+3)       | - Säde 19', 83' - Mägi 20' - Saadi 26', 28', 31' - Ebi 45' - Orav 60', 85' | Reporte   | - 65' Nummert | Asistencia: 18 espectadores Árbitro(s): Dmitri Kossatšov | Asistencia: 18 espectadores Árbitro(s): Dmitri Kossatšov |

| 1 de agosto de 2020 | JK Pärnu Sadam                                                         | 8:1 (2:0) | FC Pukkus Mehhikos | Tamme stadium, Tartu, Estonia                 |                                               |
| 17:00 (UTC+3)       | - Alve 20', 57', 60', 65' - Kallandi 24', 51' - Kaio 76' - Tiimann 83' | Reporte   | - 69' Maasik       | Asistencia: 28 espectadores Árbitro(s): 17:00 | Asistencia: 28 espectadores Árbitro(s): 17:00 |

| 2 de agosto de 2020 | Märjamaa Kompanii                                 | 4:1 (1:1) | Tallinna FC Teleios | Märjamaa Staadion, Märjamaa, Estonia                 |                                                      |
| 17:00 (UTC+3)       | - Gabrite 6' - Gold 53' - Vahur 74' - Sassian 83' | Reporte   | - 21' Milli         | Asistencia: 61 espectadores Árbitro(s): Ivo Kiviselg | Asistencia: 61 espectadores Árbitro(s): Ivo Kiviselg |

| 2 de agosto de 2020 | Saku Sporting                                                             | 6:0 (1:0:) | JK Kernu Kadakas | Saku staadion, Saku, Estonia                            |                                                         |
| 19:00 (UTC+3)       | - Krik 14' - Toomet 47', 83' - Maling 51' - Kaalma 62' - Kraam 78' (a.g.) | Reporte    |                  | Asistencia: 108 espectadores Árbitro(s): Martin Uusküla | Asistencia: 108 espectadores Árbitro(s): Martin Uusküla |

| 12 de agosto de 2020 | JK Tallinna Kalev                                                                | 6:3 (4:2) | FC Nõmme United                        | Estadio Kadriorg, Tallin, Estonia                    |                                                      |
| 19:00 (UTC+3)        | - Vaherna 10' - Golovljov 14', 90+3' - Kaupmees 18' - Džumadil 42' - Tamberg 82' | Reporte   | - 6' Vassiljev - 39' Kokka - 55' Aigro | Asistencia: 385 espectadores Árbitro(s): Karl Koppel | Asistencia: 385 espectadores Árbitro(s): Karl Koppel |

## Segunda ronda
| 28 de julio de 2020 | Team Helm Jk          | 2:1 (2:1) | JK Tallinna Kalev II | Tamme stadium, Tartu, Estonia                     |                                                   |
| 14:00 (UTC+3)       | - Vään 12' - Püvi 38' | Reporte   | - 33' Sjöblom        | Asistencia: 73 espectadores Árbitro(s): Karl Kena | Asistencia: 73 espectadores Árbitro(s): Karl Kena |

| 28 de julio de 2020 | FC Zenit Tallinn | 0:13 (0:4) | JK Tammeka Tartu | Kernu Põhikooli staadion, Kernu, Estonia              |                                                       |
| 19:00 (UTC+3)       |                  | Reporte    | - 9', 25' (pen.) Tekko - 20', 54', 85' Paju - 44' Slashchev - 49', 60', 64' Preiman - 50', 65' Veelma - 55' Tammik - 67' Maanas | Asistencia: 30 espectadores Árbitro(s): Kevin Kaivoja | Asistencia: 30 espectadores Árbitro(s): Kevin Kaivoja |

| 28 de julio de 2020 | JK Nõmme Kalju                                                                              | 8:0 (3:0) | Rummu Dünamo | Hiiu Stadium, Tallin, Estonia                        |                                                      |
| 19:00 (UTC+3)       | - Natjó 26' - Tamm 37', 40' (pen.), 72' - Kulinitš 50' - Volkov 77' - Paur 78' - Jeršov 87' | Reporte   |              | Asistencia: 173 espectadores Árbitro(s): Tanel Üprus | Asistencia: 173 espectadores Árbitro(s): Tanel Üprus |

| 29 de julio de 2020 | SK Imavere                                                               | 5:1 (1:0) | FC Valga Warrior | Imavere Jalgpalliväljak, Imavere, Estonia              |                                                        |
| 19:00 (UTC+3)       | - Paidra 36' (a.g.) - Tillemann 57' - Jurkov 69' - Liiv 77' - Raaper 78' | Reporte   | - 74' Laul       | Asistencia: 27 espectadores Árbitro(s): Viljar Pennert | Asistencia: 27 espectadores Árbitro(s): Viljar Pennert |

| 29 de julio de 2020 | Rumori Calcio II Tallinn           | 3:0 (1:0) | Põlva FC Lootos | Kalevi Keskstaadion, Tallin, Estonia                |                                                     |
| 20:30 (UTC+3)       | - Boscarolo 44', 61' - Karmann 86' | Reporte   |                 | Asistencia: 22 espectadores Árbitro(s): Kert Küttis | Asistencia: 22 espectadores Árbitro(s): Kert Küttis |

| 2 de agosto de 2020 | Viimsi Lõvid | 0:4 (0:2) | JK Vaprus Pärnu                    | Viimsi Staadion, Haabneeme, Estonia                  |                                                      |
| 19:00 (UTC+3)       |              | Reporte   | - 14', 28', 88' Tiismaa - 59' Pent | Asistencia: 105 espectadores Árbitro(s): Oliver Väät | Asistencia: 105 espectadores Árbitro(s): Oliver Väät |

| 3 de agosto de 2020 | Pärnu JK       | 1:4 (1:3) | FC Flora Tallin                         | Pärnu Rannastaadion, Pärnu, Estonia                   |                                                       |
| 19:00 (UTC+3)       | - Kauniste 10' | Reporte   | - 34', 61' Poom - 35' Pürg - 45' Kiivit | Asistencia: 448 espectadores Árbitro(s): Reelika Turi | Asistencia: 448 espectadores Árbitro(s): Reelika Turi |

| 5 de agosto de 2020 | Paide Linnameeskond                                                                            | 9:0 (5:0) | Viljandi JK Tulevik II | Paide linnastaadion, Paide, Estonia                |                                                    |
| 17:30 (UTC+3)       | - Lubega 20', 38' - Kase 27' - Luts 36' - Einer 45' - Mööl 55' - Saliste 57' - Kauber 73', 84' | Reporte   |                        | Asistencia: 148 espectadores Árbitro(s): Paul Kask | Asistencia: 148 espectadores Árbitro(s): Paul Kask |

| 6 de agosto de 2020 | Märjamaa Kompanii                                             | 4:1 (2:0) | Tallinna FC Soccernet | Märjamaa Staadion, Märjamaa, Estonia              |                                                   |
| 19:00 (UTC+3)       | - Kungla 5' - Mõtt 44' - Sassian 60' - Elfenbein 90+2' (pen.) | Reporte   | - 89' Volk            | Asistencia: 88 espectadores Árbitro(s): Rein Väin | Asistencia: 88 espectadores Árbitro(s): Rein Väin |

| 6 de agosto de 2020 | JK Retro                                                                     | 5:0 (2:0) | JK Loo | EJL TNTK Staadion, Tallin, Estonia                   |                                                      |
| 19:00 (UTC+3)       | - Jevdokimov 9' - Laasberg 39' - Ahjupera 48' - Sillaste 69' - Vassiljev 86' | Reporte   |        | Asistencia: 23 espectadores Árbitro(s): Andres Kuuse | Asistencia: 23 espectadores Árbitro(s): Andres Kuuse |

| 11 de agosto de 2020 | FC Hiiumaa                        | 3:4 (1:3) | Keila JK                                     | Kärdla Staadion, Kärdla, Estonia                     |                                                      |
| 18:30 (UTC+3)        | - Valk 13' - Kopli 51' - Kütt 55' | Reporte   | - 15', 35' Epner - 21' Suur - 80' Friedemann | Asistencia: 162 espectadores Árbitro(s): Martti Pukk | Asistencia: 162 espectadores Árbitro(s): Martti Pukk |

| 11 de agosto de 2020 | FC Maksatransport | 0:6 (0:1) | TJK Legion                                                   | Sportland Arena, Tallin, Estonia                          |                                                           |
| 19:00 (UTC+3)        |                   | Reporte   | - 28' Ussov - 53', 59' Šatov - 65', 78' Tšendei - 80' Pankov | Asistencia: 215 espectadores Árbitro(s): Maksim Ramazanov | Asistencia: 215 espectadores Árbitro(s): Maksim Ramazanov |

| 11 de agosto de 2020 | Viimsi JK    | 1:2 (0:0) (1:1) (1:2 t. s.) | Maardu FC Starbunker             | Viimsi Staadion, Haabneeme, Estonia                  |                                                      |
| 19:00 (UTC+3)        | - Sõerde 70' | Reporte                     | - 61' Zelentsov - 94' Maksimenko | Asistencia: 256 espectadores Árbitro(s): Tanel Üprus | Asistencia: 256 espectadores Árbitro(s): Tanel Üprus |

| 11 de agosto de 2020 | JK Viljandi Tulevik | w/o     | FC Maardu Aliens | Viljandi linnastaadion, Viljandi, Estonia |  |
| 19:00 (UTC+3)        |                     | Reporte |                  |                                           |  |

| 11 de agosto de 2020 | Tallinna FC Pocarr | 1:0 (1:0) | Tallinna SC ReUnited | Lasnamäe Athletics Hall, Tallin, Estonia                 |                                                          |
| 20:45 (UTC+3)        | - Belozjorov 33'   | Reporte   |                      | Asistencia: 15 espectadores Árbitro(s): Valter Vaškevitš | Asistencia: 15 espectadores Árbitro(s): Valter Vaškevitš |

| 12 de agosto de 2020 | Tartu JK Welco           | 2:1 (0:1) (1:1) (2:1 t. s.) | FC Flora III Tallinn | Annelinna Gümnaasium, Tartu, Estonia                 |                                                      |
| 19:30 (UTC+3)        | - Porila 72' - Vool 109' | Reporte                     | - 4' Kadel           | Asistencia: 102 espectadores Árbitro(s): Elar Tarkus | Asistencia: 102 espectadores Árbitro(s): Elar Tarkus |

| 12 de agosto de 2020 | Pärnu JK Poseidon | 0:2 (0:1) | FC Kose                    | Pärnu Raeküla staadion, Pärnu, Estonia                |                                                       |
| 19:00 (UTC+3)        |                   | Reporte   | - 32' Mihkelson - 78' Kull | Asistencia: 31 espectadores Árbitro(s): Priit Alekask | Asistencia: 31 espectadores Árbitro(s): Priit Alekask |

| 12 de agosto de 2020 | FC Vastseliina | 0:5 (0:2) | JK Narva Trans                                                       | Vastseliina jalgpalliväljak, Vastseliina, Estonia        |                                                          |
| 19:00 (UTC+3)        |                | Reporte   | - 35' Zakarliuka - 37', 54' Geoffrey - 52' Sobtšenko - 77' Ivanjusin | Asistencia: 129 espectadores Árbitro(s): Kristjan Kattus | Asistencia: 129 espectadores Árbitro(s): Kristjan Kattus |

| 12 de agosto de 2020 | Raplamaa JK                                                                                              | 13:0 (4:0) | JK Jalgpallihaigla | Rapla staadion, Rapla, Estonia                         |                                                        |
| 19:00 (UTC+3)        | - Kallaste 4' - Toome 23', 43', 53' - Suurjärv 42', 48', 49', 66', 76' - Nõulik 56', 82', 83' - Väli 73' | Reporte    |                    | Asistencia: 96 espectadores Árbitro(s): Kirill Andreev | Asistencia: 96 espectadores Árbitro(s): Kirill Andreev |

| 12 de agosto de 2020 | Jõgeva SK Noorus-96 | 1:2 (1:0) (1:1) (1:2 t. s.) | FC Hell Hunt             | Vaimastvere Arena, Vaimastvere, Estonia               |                                                       |
| 19:00 (UTC+3)        | - Liblik 25'        | Reporte                     | - 90' Arumeel - 91' Jenk | Asistencia: 27 espectadores Árbitro(s): Siim Suurmets | Asistencia: 27 espectadores Árbitro(s): Siim Suurmets |

| 12 de agosto de 2020 | JK Vändra Vaprus                                                  | 5:4 (3:4) | FC Flora II Tallinn                    | Vändra Staadion, Vändra, Estonia                  |                                                   |
| 19:00 (UTC+3)        | - Ojala 26' - Mangusson 28', 33', 69' (pen.) - Laurits 48' (pen.) | Reporte   | - 8', 32' Ustritski - 14', 45' Fedotov | Asistencia: 88 espectadores Árbitro(s): Eiko Saar | Asistencia: 88 espectadores Árbitro(s): Eiko Saar |

| 12 de agosto de 2020 | Rumori Calcio                | 2:3 (0:0) | JK Pärnu Sadam                  | Kalevi Keskstaadion, Tallin, Estonia                |                                                     |
| 20:45 (UTC+3)        | - Leszczyński 77' - Levi 85' | Reporte   | - 61', 90+1' Eessaar - 63' Alve | Asistencia: 30 espectadores Árbitro(s): Tomi Rahula | Asistencia: 30 espectadores Árbitro(s): Tomi Rahula |

| 12 de agosto de 2020 | RL. FC Kohvile | 1:3 (0:1) | JK Piraaja Tallinn               | Tamme Stadium, Tartu, Estonia                         |                                                       |
| 21:00 (UTC+3)        | - Randlahe 87' | Reporte   | - 19', 86' Kundla - 77' Huttunen | Asistencia: 124 espectadores Árbitro(s): Jakob Keller | Asistencia: 124 espectadores Árbitro(s): Jakob Keller |

| 26 de agosto de 2020 | Saku Sporting                                           | 3:2 (2:0) | Rakvere JK Tarvas                 | Saku staadion, Saku, Estonia                       |                                                    |
| 18:00 (UTC+3)        | - Makarov 34' (a.g.) - Koppel 43' - Maling 90+5' (pen.) | Reporte   | - 60' Rannamäe - 88' (pen.) Orlov | Asistencia: 94 espectadores Árbitro(s): Revo Sirel | Asistencia: 94 espectadores Árbitro(s): Revo Sirel |

| 26 de agosto de 2020 | FC TransferWise | 0:11 (0:3) | JK Tallinna Kalev                                                                                                | Kalevi Keskstaadioni kunstmuru, Tallin, Estonia         |                                                         |
| 19:00 (UTC+3)        |                 | Reporte    | - 19' Ivkic - 25', 47', 61' Franch - 34' Reimaa - 56' Velijev - 57', 63' Golovljov - 80', 82' Petrov - 85' Anier | Asistencia: 82 espectadores Árbitro(s): Aleksei Latõnin | Asistencia: 82 espectadores Árbitro(s): Aleksei Latõnin |

| 26 de agosto de 2020 | Tallinna JK Legion II | 0:4 (0:1) | FC Tallinn                                              | Wismar Stadium, Tallin, Estonia                      |                                                      |
| 20:30 (UTC+3)        |                       | Reporte   | - 25' Tšurilkin - 55' Taar - 80' Mones - 82' Tjumentsev | Asistencia: 140 espectadores Árbitro(s): Tomi Rahula | Asistencia: 140 espectadores Árbitro(s): Tomi Rahula |

| 27 de agosto de 2020 | FC Infonet Tallinn                 | 2:3 (1:0) (2:2) (2:3 t. s.) | FC Kuressaare                            | Infoneti Lasnamäe staadion, Tallin, Estonia          |                                                      |
| 18:15 (UTC+3)        | - Grankin 33' - Eensalu 81' (pen.) | Reporte                     | - 56' Kelder - 90' Männilaan - 119' Laht | Asistencia: 162 espectadores Árbitro(s): Martti Pukk | Asistencia: 162 espectadores Árbitro(s): Martti Pukk |

| 2 de septiembre de 2020 | Läänemaa JK | 0:2 (0:0) | FCI Levadia Tallinn            | Haapsalu linnastaadion, Haapsalu, Estonia           |                                                     |
| 18:00 (UTC+3)           |             | Reporte   | - 83' Kirss - 90+3' Kolomoiets | Asistencia: 219 espectadores Árbitro(s): Timo Sujev | Asistencia: 219 espectadores Árbitro(s): Timo Sujev |

| 2 de septiembre de 2020 | Põhja-Sakala                                        | 6:1 (2:1) | FC Lelle     | Suure-Jaani Gümnaasium, Suure-Jaani, Estonia       |                                                    |
| 18:00 (UTC+3)           | - Kase 7', 49' - Terras 9', 55', 79' - Vorobjov 76' | Reporte   | - 6' Einamaa | Asistencia: 31 espectadores Árbitro(s): Tave Parts | Asistencia: 31 espectadores Árbitro(s): Tave Parts |

| 2 de septiembre de 2020 | FC Eston Villa                                         | 6:0 (4:0) | Ida-Virumaa FC Alliance II | Sõle Staadion, Tallin, Estonia                         |                                                        |
| 20:45 (UTC+3)           | - Onogu 2', 23', 28', 49' - Ani 37' (pen.) - Väiko 80' | Reporte   |                            | Asistencia: 37 espectadores Árbitro(s): Kirill Andreev | Asistencia: 37 espectadores Árbitro(s): Kirill Andreev |

| 3 de septiembre de 2020 | FC Tallinna Wolves | 0:3 (0:2) | Ida-Virumaa FC Alliance                     | Wismar Stadium, Tallin, Estonia                             |                                                             |
| 20:30 (UTC+3)           |                    | Reporte   | - 16' Šteinmann - 29' Žukov - 80' Tsõgankov | Asistencia: 38 espectadores Árbitro(s): Voiteh Karnatsevitš | Asistencia: 38 espectadores Árbitro(s): Voiteh Karnatsevitš |

| 16 de septiembre de 2020 | Põhja-Tallinna JK Volta                            | 4:0 (3:0) | FC Järva-Jaani | Sõle Staadion, Tallin, Estonia                        |                                                       |
| 20:30 (UTC+3)            | - Kivi 4' - Umukoro 31' - Nurmsaar 36' - Ärsis 48' | Reporte   |                | Asistencia: 17 espectadores Árbitro(s): Kevin Kaivoja | Asistencia: 17 espectadores Árbitro(s): Kevin Kaivoja |

## Tercera ronda
| 10 de septiembre de 2020 | Raplamaa JK                           | 1:1 (0:0) (1:1) (1:1 t. s.)(2:4 p.) | FC Hell Hunt                                 | Rapla kunstmurustaadion, Rapla, Estonia              |                                                      |
| 19:30 (UTC+3)            | - Nõulik 49'                          | Reporte                             | - 89' Sinka                                  | Asistencia: 69 espectadores Árbitro(s): Denis Petrov | Asistencia: 69 espectadores Árbitro(s): Denis Petrov |
|                          |                                       | Tiros desde el punto penal          |                                              |                                                      |                                                      |
|                          | - Nurmik - Kantsik - Tamme - Liivamae |                                     | - Sinka - Arumeel - Raidla - Oolo - Heinaste |                                                      |                                                      |

| 16 de septiembre de 2020 | FC Kose | 0:8 (0:5) | JK Viljandi Tulevik                                                                       | Oru Põhikool, Oru, Estonia                             |                                                        |
| 17:45 (UTC+3)            |         | Reporte   | - 15' (pen.), 38' Riiberg - 17' Komissarov - 28', 43' Peips - 60', 77' Marin - 63' Seeder | Asistencia: 65 espectadores Árbitro(s): Johann Kuldmäe | Asistencia: 65 espectadores Árbitro(s): Johann Kuldmäe |

| 23 de septiembre de 2020 | FC Levadia Tallinn                                       | 5:0 (3:0) | JK Retro | Maarjamäe kunstmuruväljak, Tallin, Estonia            |                                                       |
| 19:30 (UTC+3)            | - Elysee 17', 21' - Komlov 31' - Kirss 77' - Vaštšuk 89' | Reporte   |          | Asistencia: 72 espectadores Árbitro(s): Kevin Kaivoja | Asistencia: 72 espectadores Árbitro(s): Kevin Kaivoja |

| 29 de septiembre de 2020 | Märjamaa Kompanii       | 2:1 (0:1) | Rumori Calcio II | Valtu kunstmuruväljak, Kaerepere, Estonia             |                                                       |
| 19:00 (UTC+3)            | - Mõtt 52' - Kungla 74' | Reporte   | - 2' Boscarolo   | Asistencia: 42 espectadores Árbitro(s): Kevin Kaivoja | Asistencia: 42 espectadores Árbitro(s): Kevin Kaivoja |

| 29 de septiembre de 2020 | Maardu FC Starbunker                                                            | 5:3 (2:2) | Keila JK                              | Maardu kunstmuruväljak, Maardu, Estonia            |                                                    |
| 19:00 (UTC+3)            | - Aristov 3' - Jaagumets 42' - Tsõmbaljuk 61' - Gussev 65' (pen.) - Lebedev 88' | Reporte   | - 14' Suur - 26' Kelement - 89' Epner | Asistencia: 118 espectadores Árbitro(s): Eiko Saar | Asistencia: 118 espectadores Árbitro(s): Eiko Saar |

| 29 de septiembre de 2020 | Tartu JK Welco    | 1:6 (0:2) | FC Kuressaare                                                 | Annelinna staadion, Tartu, Estonia                   |                                                      |
| 19:00 (UTC+3)            | - Mark 74' (pen.) | Reporte   | - 5' Kriisa - 33' Kelder - 57', 61', 85' Männilaan - 68' Rass | Asistencia: 125 espectadores Árbitro(s): Siim Rinken | Asistencia: 125 espectadores Árbitro(s): Siim Rinken |

| 29 de septiembre de 2020 | SK Imavere | 0:3 (0:1) | JK Tallinna Kalev                         | Paide linnastaadion, Paide, Estonia                |                                                    |
| 19:00 (UTC+3)            |            | Reporte   | - 10' Reimaa - 54' Kaljumäe - 68' Velijev | Asistencia: 27 espectadores Árbitro(s): Raiki Mänd | Asistencia: 27 espectadores Árbitro(s): Raiki Mänd |

| 30 de septiembre de 2020 | Team Helm JK | 1:2 (0:2) | JK Narva Trans                   | Tamme Stadium, Tartu, Estonia                        |                                                      |
| 16:30 (UTC+3)            | - Arro 49'   | Reporte   | - 32' Sobtšenko - 35' Zakarliuka | Asistencia: 232 espectadores Árbitro(s): Marko Liiva | Asistencia: 232 espectadores Árbitro(s): Marko Liiva |

| 30 de septiembre de 2020 | TJK Legion                                                                                | 11:0 (4:0) | Saku Sporting | Sportland Arena, Tallin, Estonia                       |                                                        |
| 19:00 (UTC+3)            | - Gvinashvili 18' - Šatov 19', 31', 41', 66', 72', 79' - Prosa 47', 57', 64' - Gussev 71' | Reporte    |               | Asistencia: 52 espectadores Árbitro(s): Dmitri Kirilov | Asistencia: 52 espectadores Árbitro(s): Dmitri Kirilov |

| 30 de septiembre de 2020 | FC Tallinn                        | 2:0 (0:0) | JK Vändra Vaprus | Lasnamäe Spordikompleks, Tallin, Estonia            |                                                     |
| 19:30 (UTC+3)            | - Malov 66' (pen.) - Badjuk 90+1' | Reporte   |                  | Asistencia: 89 espectadores Árbitro(s): Miko Pupart | Asistencia: 89 espectadores Árbitro(s): Miko Pupart |

| 30 de septiembre de 2020 | Paide Linnameeskond | 13:0 (6:0) | Tallinna FC Pocarr | Paide linnastaadion, Paide, Estonia                 |                                                     |
| 19:00 (UTC+3)            | - Lubega 8', 67', 77' - Pelt 12' - Kauber 25', 87' - Sinilaid 38', 45' - Aer 44' (pen.), 66' - Saliste 50' - Palumets 61', 64' | Reporte    |                    | Asistencia: 48 espectadores Árbitro(s): Tomi Rahula | Asistencia: 48 espectadores Árbitro(s): Tomi Rahula |

| 8 de octubre de 2020 | JK Vaprus Pärnu | 0:1 (0:1) | JK Tammeka Tartu | Pärnu Rannastaadion, Pärnu, Estonia                    |                                                        |
| 19:00 (UTC+3)        |                 | Reporte   | - 29' Koskor     | Asistencia: 326 espectadores Árbitro(s): Kristo Tohver | Asistencia: 326 espectadores Árbitro(s): Kristo Tohver |

| 13 de octubre de 2020 | JK Nõmme Kalju                            | 4:0 (3:0) | JK Piraaja Tallinn | Hiiu Stadium, Tallin, Estonia                         |                                                       |
| 19:00 (UTC+3)         | - Puri 24', 70' - Subbotin 34' - Usta 45' | Reporte   |                    | Asistencia: 108 espectadores Árbitro(s): Denis Petrov | Asistencia: 108 espectadores Árbitro(s): Denis Petrov |

| 14 de octubre de 2020 | FC Eston Villa                                | 1:1 (1:0) (1:1) (1:1 t. s.)(4:3 p.) | Põhja-Tallinna JK Volta                                   | Sõle Staadion, Tallin, Estonia                        |                                                       |
| 20:30 (UTC+3)         | - Bolgov 11' (pen.)                           | Reporte                             | - 78' Niklus                                              | Asistencia: 16 espectadores Árbitro(s): Kevin Kaivoja | Asistencia: 16 espectadores Árbitro(s): Kevin Kaivoja |
|                       |                                               | Tiros desde el punto penal          |                                                           |                                                       |                                                       |
|                       | - Hinn - Onogu - Lont - Sinivee - Raid - Rink |                                     | - Kivi - Heinala - Naariste - Hallkivi - Bolgov - Umukoro |                                                       |                                                       |

| 21 de octubre de 2020 | JK Pärnu Sadam | w/o     | Ida-Virumaa FC Alliance | Tamme Stadium, Tartu, Estonia |  |
| 19:00 (UTC+3)         |                | Reporte |                         |                               |  |

| 12 de noviembre de 2020 | Põhja-Sakala | w/o     | FC Flora Tallin | Soccer Field, Viljandi, Estonia |  |
| 19:30 (UTC+3)           |              | Reporte |                 |                                 |  |

## Octavos de final
| 20 de octubre de 2020 | FC Hell Hunt | 0:4 (0:2) | JK Tallinna Kalev                                        | Nike Arena, Tallin, Estonia                            |                                                        |
| 19:00 (UTC+3)         |              | Reporte   | - 17' Vaherna - 45+1' Velijev - 70' Anier - 82' Kaljumäe | Asistencia: 92 espectadores Árbitro(s): Johann Kuldmäe | Asistencia: 92 espectadores Árbitro(s): Johann Kuldmäe |

| 21 de octubre de 2020 | Märjamaa Kompanii | 0:15 (0:6) | JK Tammeka Tartu | Rapla kunstmurustaadion, Rapla, Estonia                  |                                                          |
| 19:00 (UTC+3)         |                   | Reporte    | - 16', 32', 47', 54', 83' Preiman - 19', 20', 32', 48', 49' Jõgi - 28' Mägimets - 70' Mõttus - 72' Naruson - 82' Tepper - 87' Maanas | Asistencia: 111 espectadores Árbitro(s): Kristjan Kattus | Asistencia: 111 espectadores Árbitro(s): Kristjan Kattus |

| 21 de octubre de 2020 | FC Tallinn | 0:3 (0:1) | FC Levadia Tallinn                                   | Lasnamäe Spordikompleks, Tallin, Estonia                  |                                                           |
| 19:30 (UTC+3)         |            | Reporte   | - 27' (pen.) Jürgenson - 56' Roosnupp - 78' Ochigava | Asistencia: 316 espectadores Árbitro(s): Maksim Ramazanov | Asistencia: 316 espectadores Árbitro(s): Maksim Ramazanov |

| 28 de octubre de 2020 | JK Nõmme Kalju                                   | 3:0 (0:0) | TJK Legion | Hiiu Stadium, Tallin, Estonia                         |                                                       |
| 19:00 (UTC+3)         | - Calil 50' - Khomutov 53' - Subbotin 89' (pen.) | Reporte   |            | Asistencia: 152 espectadores Árbitro(s): Andrei Karhu | Asistencia: 152 espectadores Árbitro(s): Andrei Karhu |

| 28 de octubre de 2020 | FC Eston Villa | 0:2 (0:1) | Maardu FC Starbunker            | Sõle Staadion, Tallin, Estonia                             |                                                            |
| 20:30 (UTC+3)         |                | Reporte   | - 20' Dmitriev - 68' Tsõmbaljuk | Asistencia: 30 espectadores Árbitro(s): Kristjan-Eric Lään | Asistencia: 30 espectadores Árbitro(s): Kristjan-Eric Lään |

| 4 de noviembre de 2020 | Paide Linnameeskond                   | 2:2 (1:2) (2:2) (2:2 t. s.)(2:3 p.) | JK Viljandi Tulevik                  | Paide linnastaadion, Paide, Estonia                      |                                                          |
| 18:00 (UTC+3)          | - Kask 29' (a.g.) - Lubega 88'        | Reporte                             | - 26' Komissarov - 44' Saag          | Asistencia: 67 espectadores Árbitro(s): Joonas Jaanovits | Asistencia: 67 espectadores Árbitro(s): Joonas Jaanovits |
|                        |                                       | Tiros desde el punto penal          |                                      |                                                          |                                                          |
|                        | - Kauber - Kase - Tur - Edrisa - Mool |                                     | - Marin - Komissarov - Kapper - Saag |                                                          |                                                          |

| 14 de noviembre de 2020 | JK Narva Trans                                            | 3:0 (2:0) | Ida-Virumaa FC Alliance | Narva Kalev-Fama Staadion, Narva, Estonia            |                                                      |
| 13:00 (UTC+3)           | - Kovaltšuk 10' - Geoffrey 31' - Bespomoštšnov 71' (a.g.) | Reporte   |                         | Asistencia: 135 espectadores Árbitro(s): Tomi Rahula | Asistencia: 135 espectadores Árbitro(s): Tomi Rahula |

| 23 de enero de 2021 | FC Kuressaare | 0:4 (0:1) | FC Flora Tallin                            | Kuressaare kunstmuru, Kuressaare, Estonia                 |                                                           |
| 13:00 (UTC+3)       |               | Reporte   | - 41', 57' Kuusk - 82' Seppik - 90+1' Pürg | Asistencia: Sin espectadores Árbitro(s): Joonas Jaanovits | Asistencia: Sin espectadores Árbitro(s): Joonas Jaanovits |

## Cuartos de final
| 9 de marzo de 2021 | FC Flora Tallin                | 2:1 (1:0) | JK Tammeka Tartu | EJL Jalgpallihall, Tallin, Estonia |                                 |
| 18:00 (UTC+3)      | - Reinkort 38' - Vassiljev 59' | Reporte   | - 87' Mätas      | Árbitro(s): Kristo Külljastinen    | Árbitro(s): Kristo Külljastinen |

| 10 de marzo de 2021 | JK Narva Trans         | 2:1 (0:0) | JK Tallinna Kalev | EJL Jalgpallihall, Tallin, Estonia |                          |
| 17:00 (UTC+3)       | - Kalenkovich 81', 87' | Reporte   | - 67' (a.g.) Käos | Árbitro(s): Reelika Turi           | Árbitro(s): Reelika Turi |

| 10 de marzo de 2021 | FC Levadia Tallinn                    | 2:0 (1:0) | Maardu FC Starbunker | EJL Jalgpallihall, Tallin, Estonia |                              |
| 20:00 (UTC+3)       | - Krstevski 45+3' - Beglarishvili 50' | Reporte   |                      | Árbitro(s): Joonas Jaanovits       | Árbitro(s): Joonas Jaanovits |

| 25 de marzo de 2021 | JK Nõmme Kalju   | 1:2 (0:0) (1:1) (1:2 t. s.) | JK Viljandi Tulevik          | Sportland Arena, Tallin, Estonia |                         |
| 19:00 (UTC+3)       | - Babichau 90+4' | Reporte                     | - 67' Riiberg - 113' Ogungbe | Árbitro(s): Siim Rinken          | Árbitro(s): Siim Rinken |

## Semifinal
| 11 de mayo de 2021 | Flora Tallin                      | 2:1 (1:1) | JK Narva Trans | A. Le Coq Arena, Tallin, Estonia |                                 |
| 20:00 (UTC+3)      | - Zenjov 9' - Sappinen 78' (pen.) | Reporte   | - 19' Pevtsov  | Árbitro(s): Kristo Külljastinen  | Árbitro(s): Kristo Külljastinen |

| 12 de mayo de 2021 | JK Viljandi Tulevik | 0:2 (0:0) | FCI Levadia Tallinn | Viljandi linnastaadion, Viljandi, Estonia |                              |
| 18:00 (UTC+3)      |                     | Reporte   | - 79', 90' Vaštšuk  | Árbitro(s): Joonas Jaanovits              | Árbitro(s): Joonas Jaanovits |

## Final
| 22 de mayo de 2021 | Levadia Tallinn | 1:0 (0:0) | Flora Tallin | A. Le Coq Arena, Tallin, Estonia |                           |
| 19:30 (UTC+3)      | - Kirss 70'     | Reporte   |              | Árbitro(s): Juri Frischer        | Árbitro(s): Juri Frischer |